# She's Out of My Life
She's Out Of My Life је пјесма написана од стране Тома Бехлера. Постала је популарна након што ју је амерички извођач Мајкл Џексон објавио као четврти сингл са његовог петог студијскг албума, „Off the Wall“ из 1979. Том приликом Џексон је постао први извођач у историји који је издао четири топ-десет сингла са једног албума. 
За разлику од претходних синглова које су биле оријентисане према денс, фанк и диско жанровима, „She's Out Of My Life“ је балада. Са темпом од 66 откуцаја у минуту, једна је од Џексонових најспоријих пјесама. Пјевачеви вокали изведени у њој критичари су сматрали за једним од његових најбољих. Демо верзија пјесме на којој Џексон пјева уз гитару објављена је на другом диску албума „This Is It“ из 2009.